# Средно училище „Димитър Благоев“ (Провадия)
Средно училище „Димитър Благоев“ е гимназия в град Провадия, област Варна. Създадена е през 1946 г. Патрон на училището е Димитър Благоев. Разположено е на адрес: ул. „Дунав“ № 72. От 2005 до 2010 г. директор на училището е Сия Васева. През 2010 г. за директор на училището е назначен Йордан Михалев.